# Stefano Serchinich
Stefano Serchinich (Scardona, 28 ottobre 1929 – Torino, 30 giugno 2010) è stato un marciatore italiano.

## Biografia
Nato nel 1929 a Scardona, nell'allora Jugoslavia, a 30 anni partecipò ai Giochi olimpici di Roma 1960, nella marcia 20 km, arrivando 21º con il tempo di 1h43'58"6.
Nel 1961 vinse la medaglia di bronzo a squadre nella prima edizione della Coppa del mondo di marcia, a Lugano, insieme a Pino Dordoni, Gianni Corsaro, Abdon Pamich, Luigi De Rosso e Antonio De Gaetano, chiudendo dietro a Regno Unito e Svezia; Serchinich non arrivò al traguardo nella 20 km. 2 anni dopo, a Varese 1963, chiuse invece 8º in 1h36'23" sempre nella 20 km.
Nel 1962 prese parte agli Europei di Belgrado, piazzandosi 15º con il tempo di 5h13'20"4 nella 50 km.
Diventato dopo il ritiro giudice di gara di marcia, morì nel 2010, a 80 anni.

## Palmarès
| Anno | Manifestazione  | Sede     | Evento       | Risultato | Prestazione | Note |
| ---- | --------------- | -------- | ------------ | --------- | ----------- | ---- |
| 1960 | Giochi olimpici | Roma     | Marcia 20 km | 21º       | 1h43'58"6   |      |
| 1962 | Europei         | Belgrado | Marcia 50 km | 15º       | 5h13'20"4   |      |

## Altre competizioni internazionali
1961
- Bronzo a squadre in Coppa del mondo di marcia ( Lugano)

1963
- 8º in Coppa del mondo di marcia ( Varese), marcia 20 km - 1h36'23"